# Zeche Zollverein
Zeche Zollverein är en stenkolsgruva i Essen i Ruhrområdet som togs ur drift 1986. Sedan december 2001 finns Zollverein med på Unescos världsarvslista.

## Historia
Kolgruvan grundades år 1847 av den tyske industrimannen Franz Haniel efter att man hade hittat en större kolfyndigheter vid provborrningar i området. Namnet härrör från Deutscher Zollverein (Tyska tullföreningen), en sammanslutning av tyska stater inom tull- och handelspolitiken som trädde i kraft 1834.
För att öka kapaciteten beslöt man 1928 en komplett nybyggnad av uppfordringsanläggningen i en stram tegelarkitektur efter ritningar av arkitekterna Fritz Schupp och Martin Kremmer. Då räknades anläggningen till världens modernaste och arkitektoniskt mest fulländade. 1930 byggdes det typiska uppfordringstornet (gruvlave) med sina dubbla hjul som har blivit Zeche Zollvereins ansikte utåt. 1937 uppnådde gruvan en produktion av 3,6 miljoner ton stenkol och hade 6 900 anställda. Den 23 december 1986 stängdes gruvan på grund av bristande lönsamhet. Sedan dess är Zeche Zollverein ett byggnadsminne.

## Zeche Zollverein idag
Sedan december 2001 finns Zeche Zollverein med på Unescos världsarvslista och många nya aktiviteter kring industrikultur, konst och design har startats. Före detta pannhuset har byggts om efter den brittiske arkitekten Norman Fosters ritningar och innehåller nu Design Zentrum Nordrhein-Westfahlen, en av Europas äldsta och mest respekterade designinstitutioner, som årligen utdelar utmärkelsen Red Dot Design Award. 2006 öppnades ett nytt besökscentrum i det gamla koltvätteriet, där en 55 meter lång inglasad rulltrappa leder besökande 24 meter upp till entrén till centret. Hösten 2008 flyttade Ruhr Museum (dessförinnan kallat Ruhrlandmuseum) in på området, till det gamla koltvätteriet.

## Galleri

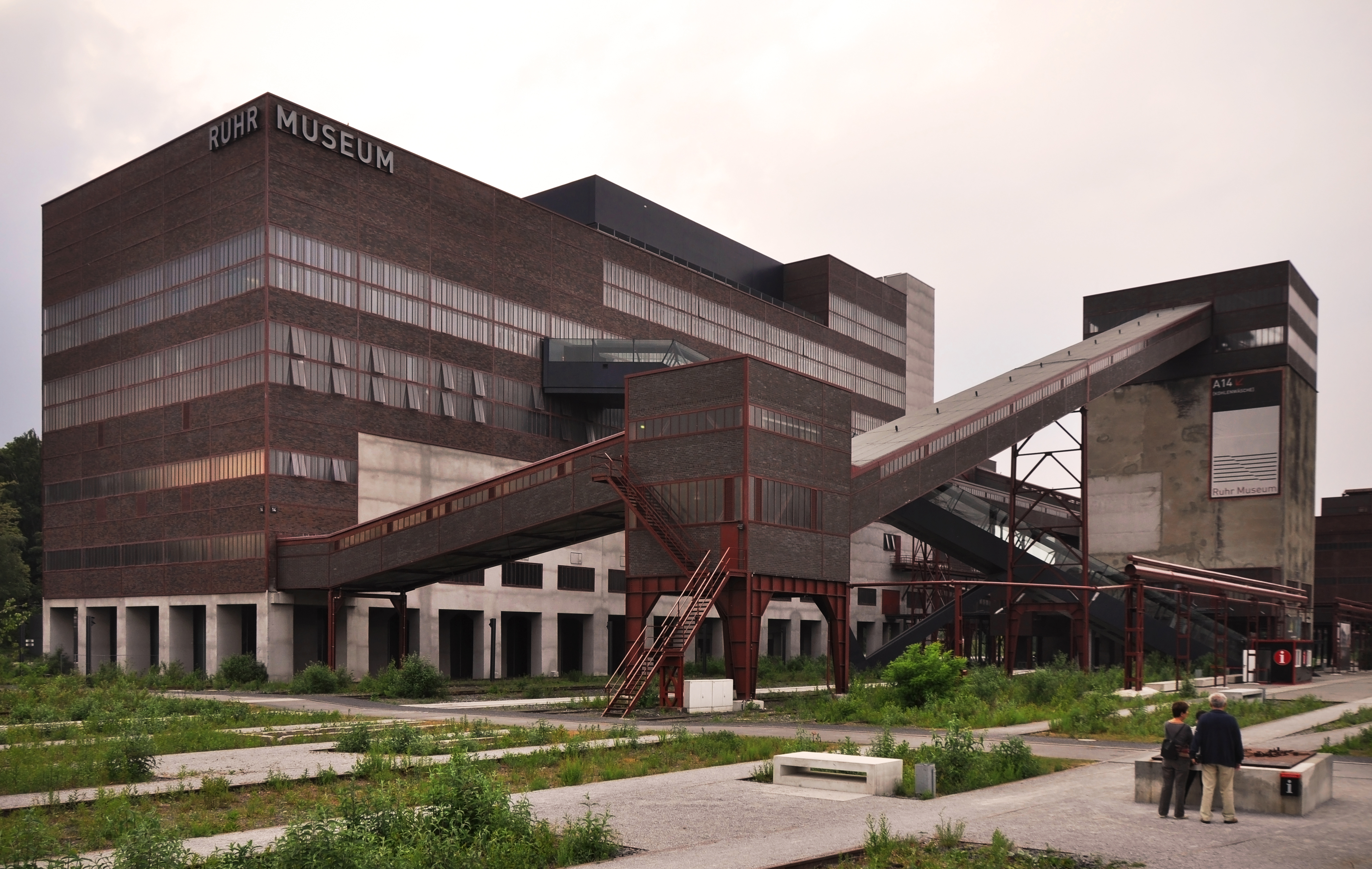
Exteriören av Das Ruhr Museum. Museet är inuti det gamla koltvätteriet, vid Schacht XII.
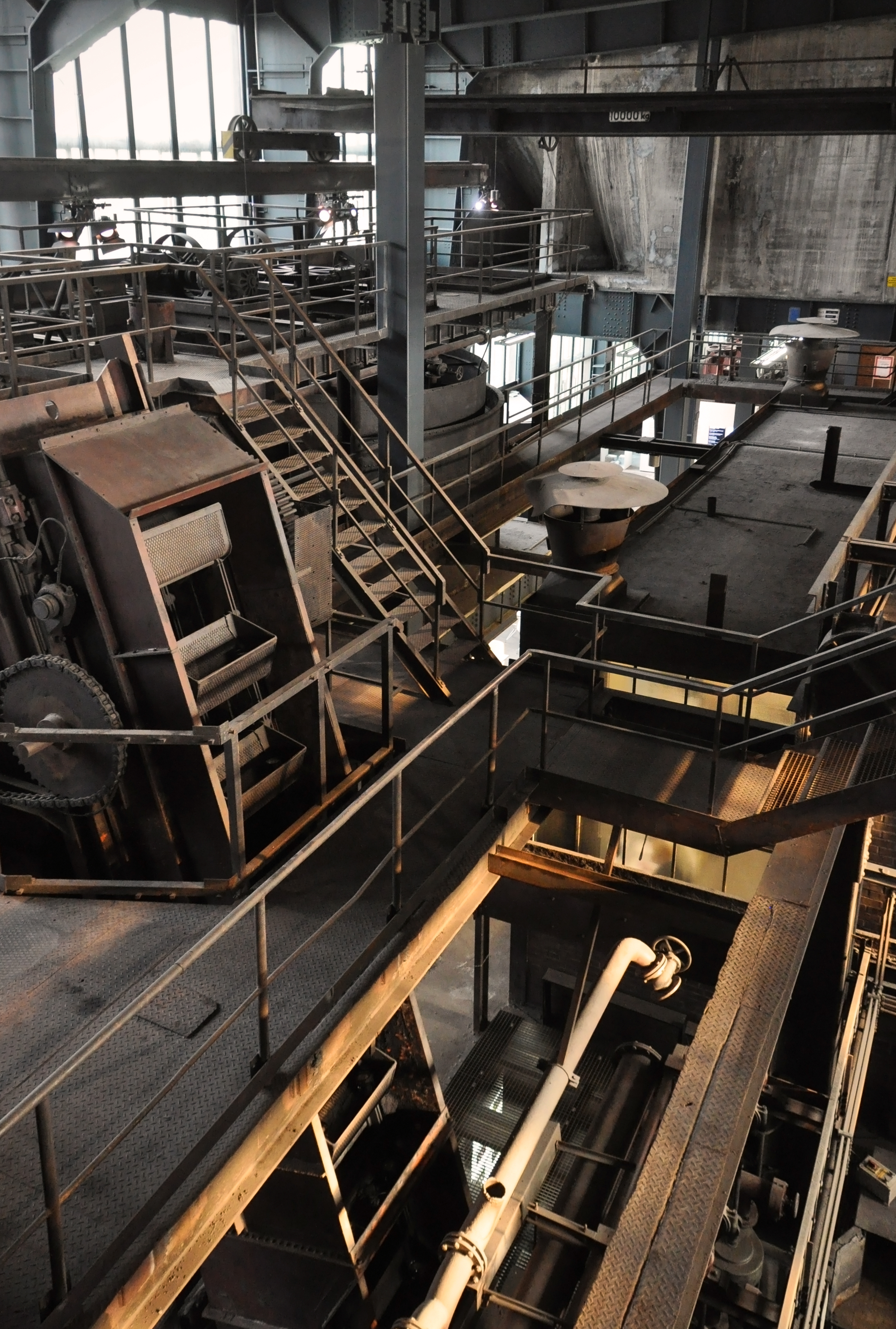
Interiör från koltvätteriet.
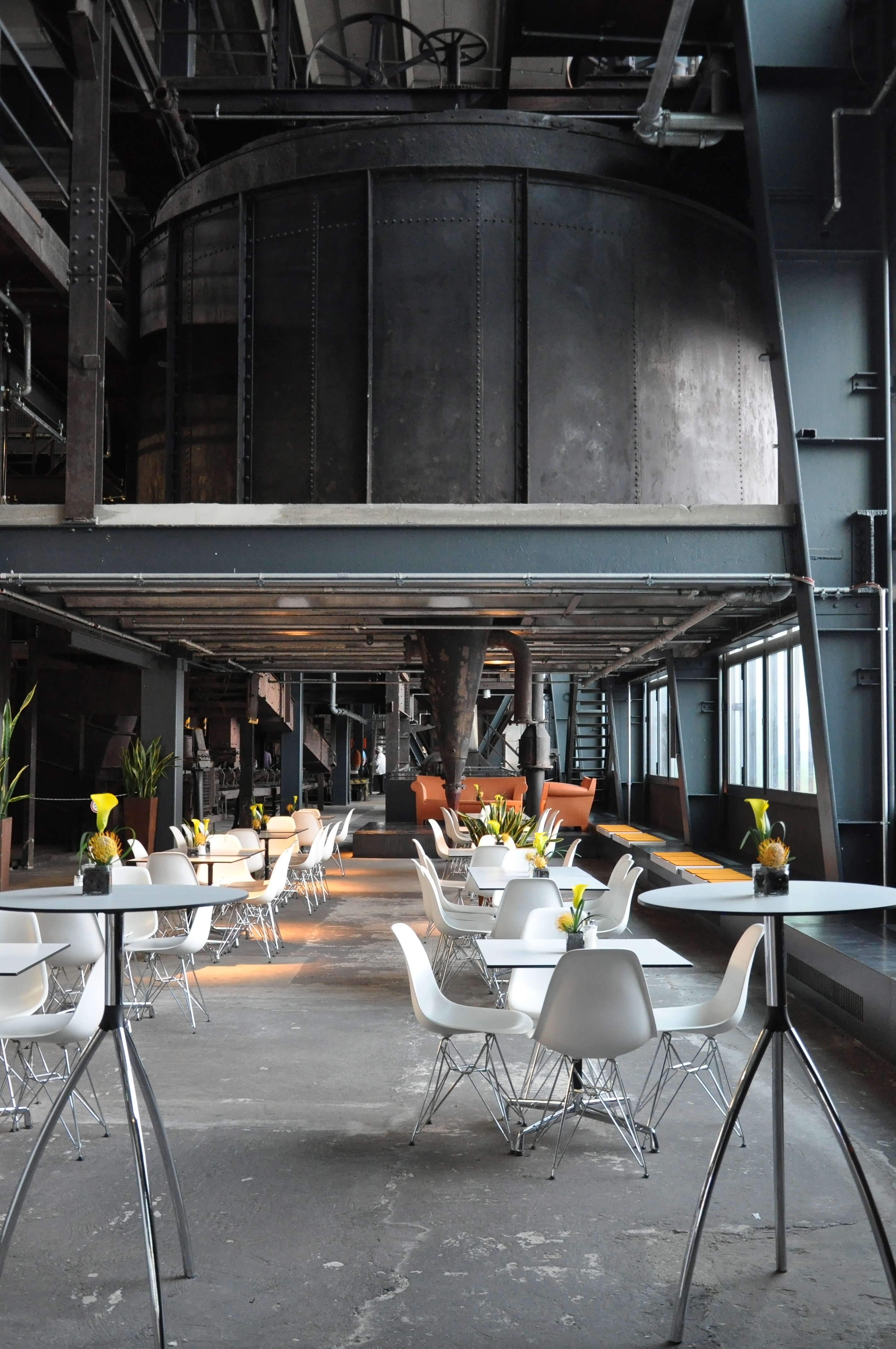
Café i koltvätteriet.